# Danh sách trận động đất ở Kazakhstan
Dưới đây là Danh sách trận động đất ở Kazakhstan có cường độ địa chấn từ 5.0 richter trở lên. Danh sách hiện tại chưa đầy đủ và dữ liệu cường độ chính xác rất hiếm với các trận động đất xảy ra trước khi phát triển các thiết bị đo hiện đại.

## Danh sách
| Tên sự kiện          | Ngày xảy ra      | Vị trí                      | Cường độ địa chấn | Độ sâu tâm chấn | Thương vong    | Tham khảo |
| -------------------- | ---------------- | --------------------------- | ----------------- | --------------- | -------------- | --------- |
| Động đất Verny 1887  | 6 tháng 8, 1887  | Almaty, Kazakhstan          | Mw 7.3–7.7        | 20 km           | 330 người chết | [ 1 ]     |
| Động đất Chilik 1889 | 7 tháng 11, 1889 | Thị trấn Shelek, Kazakhstan | Mw 7.9            | 40 km           | 92 người chết  | [ 2 ]     |
| Động đất Jambul 1971 | 5 tháng 10, 1971 | Taraz, Kazakhstan           | Mw 5.5            | 15–20 km        | Không có       | [ 3 ]     |